# Санта-Репарата-ди-Баланья
Санта-Репарата-ди-Баланья (фр. Santa-Reparata-di-Balagna, корс. Santa Riparata di Balagna) — коммуна во Франции, находится в регионе Корсика. Департамент коммуны — Верхняя Корсика. Входит в состав кантона Л’Иль-Рус. Округ коммуны — Кальви.
Код INSEE коммуны — 2B316.

## Население
Население коммуны на 2008 год составляло 969 человек.
| 1962 | 1968 | 1975 | 1982 | 1990 | 1999 | 2008 |
| ---- | ---- | ---- | ---- | ---- | ---- | ---- |
| 439  | 477  | 539  | 643  | 784  | 838  | 969  |

## Экономика
В 2007 году среди 600 человек в трудоспособном возрасте (15—64 лет) 408 были экономически активными, 192 — неактивными (показатель активности — 68,0 %, в 1999 году было 58,0 %). Из 408 активных работали 360 человек (209 мужчин и 151 женщина), безработных было 48 (18 мужчин и 30 женщин). Среди 192 неактивных 34 человек были учениками или студентами, 69 — пенсионерами, 89 были неактивными по другим причинам.

## Фотогалерея

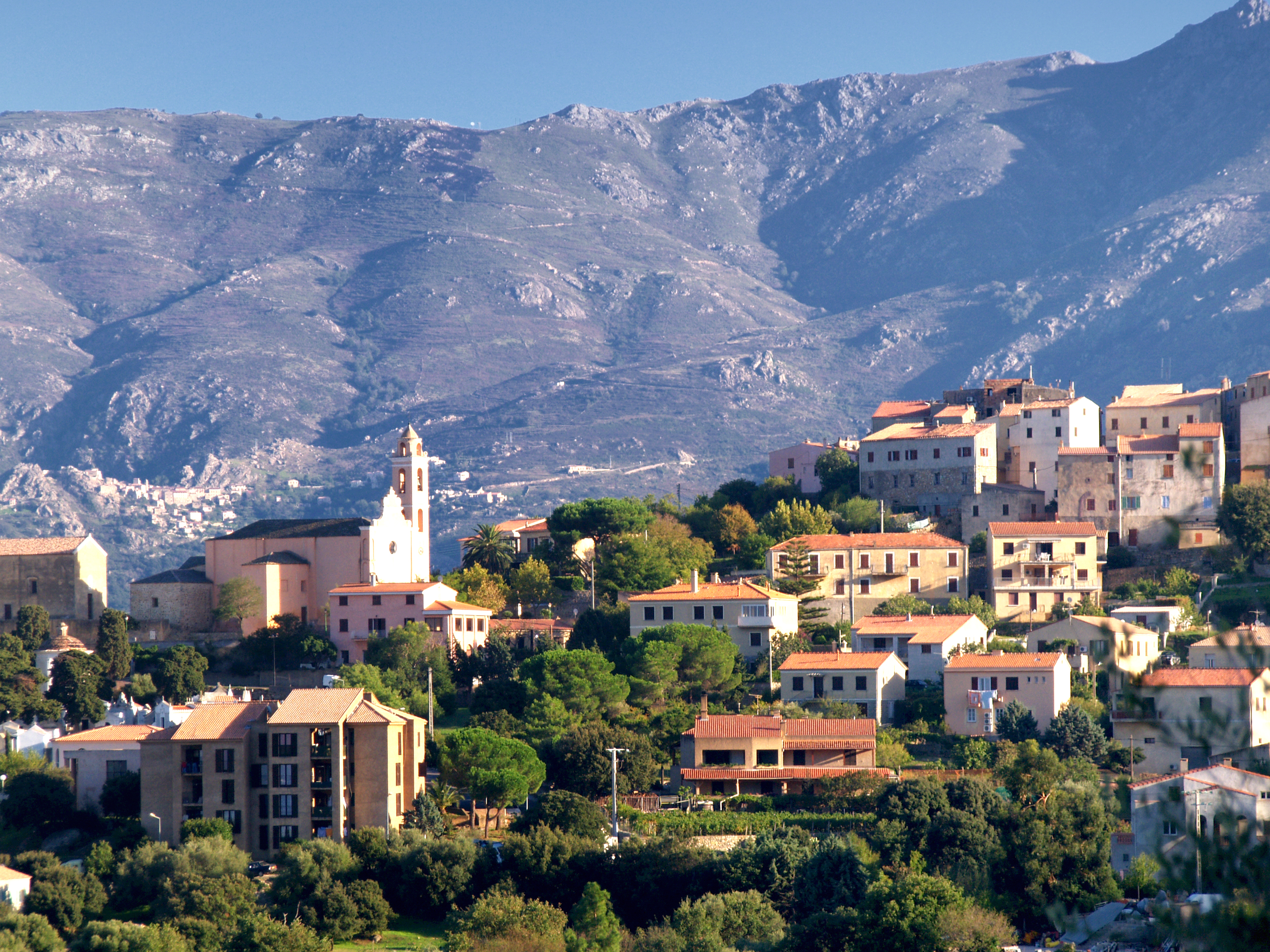
Санта-Репарата-ди-Баланья
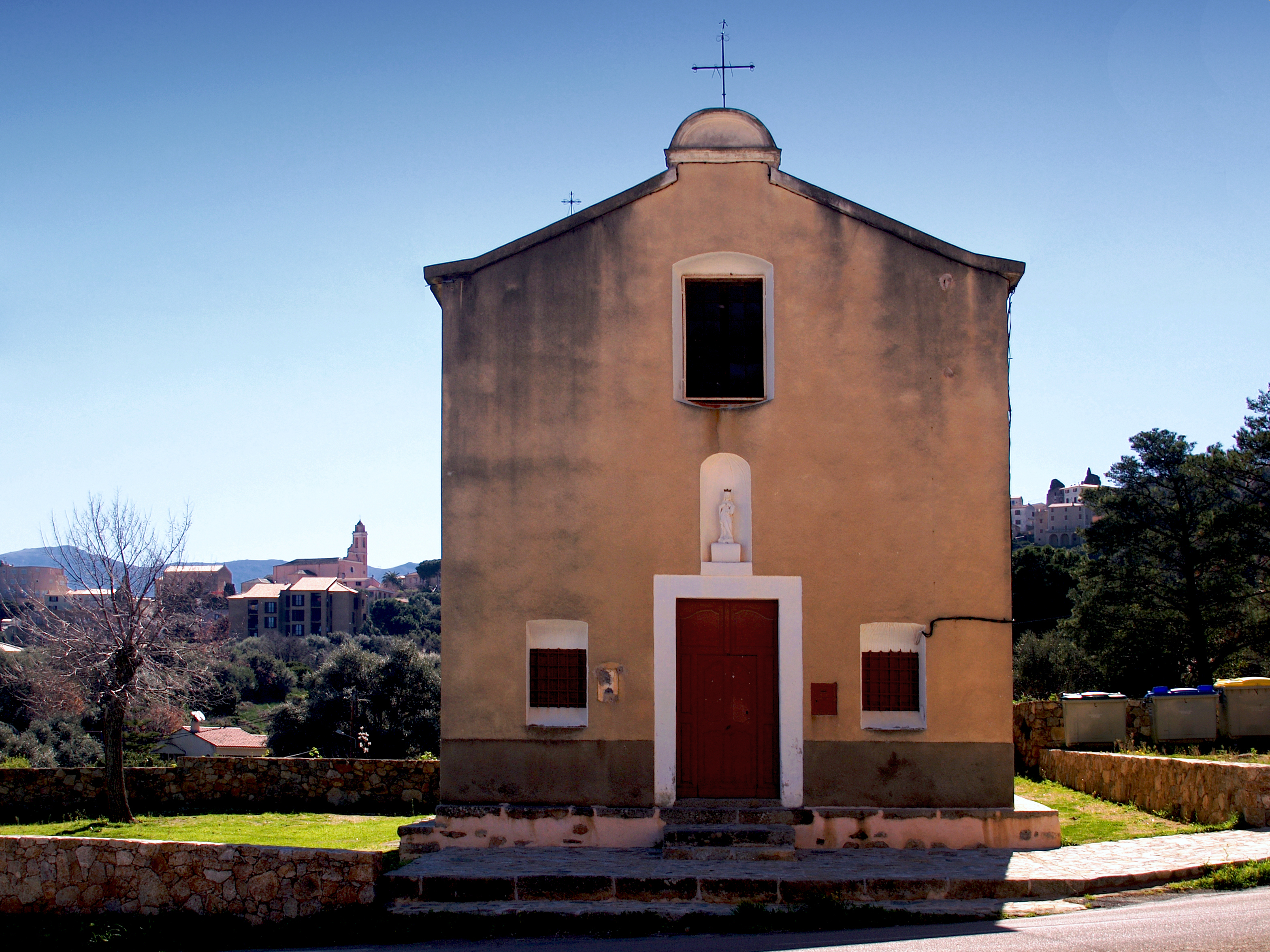
Часовня Благовещения
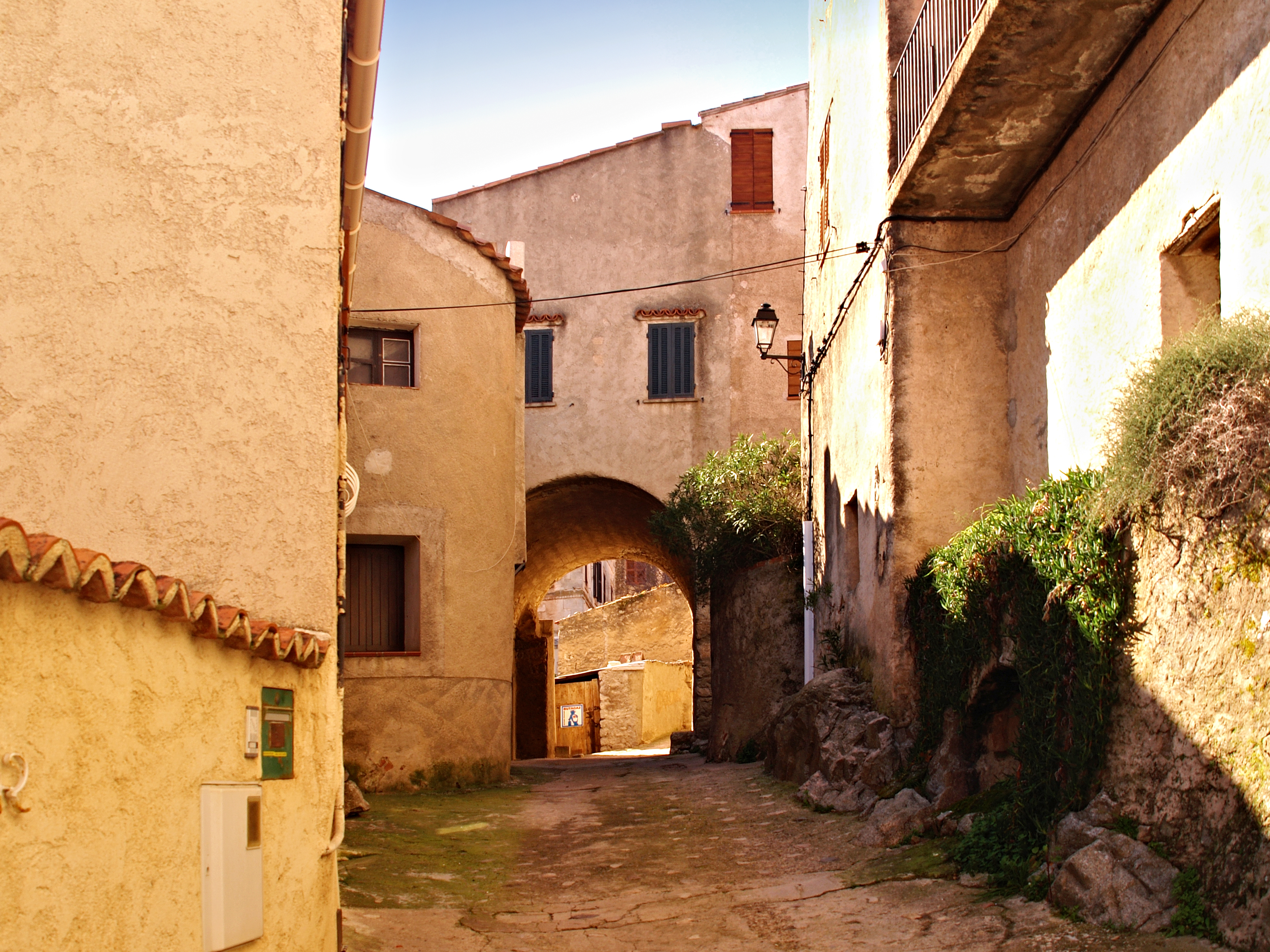
Улица Occiglioni